# Abdel Malik Ladjali
Abdel Malik Ladjali (Lille, 10 de junio de 1993) es un deportista francés que compitió en boxeo. Ganó una medalla de bronce en el Campeonato Europeo de Boxeo Aficionado de 2013, en el peso superligero.
En febrero de 2019 disputó su primera pelea como profesional. En su carrera profesional tuvo en total 5 combates, con un registro de 5 victorias y 0 derrotas.

## Palmarés internacional
| Campeonato Europeo | Campeonato Europeo  | Campeonato Europeo | Campeonato Europeo |
| Año                | Lugar               | Medalla            | Categoría          |
| ------------------ | ------------------- | ------------------ | ------------------ |
| 2013               | Minsk (Bielorrusia) | Medalla de bronce  | 64 kg              |